# وليام سميث
وليام سميث (1697-1769) كان محاميًا وقاضيًا إنجليزيًا أمريكيًا.

## عائلته
أنجب وليام سميث من وزجته الأولى ماري هيت: وليام سميث الابن، جوشوا سميث، والدكتور توماس سميث. ثم تزوج من إليزابيث سكوت.